# 馬貢登 (加利福尼亞州)
馬貢登（英語：Magunden）是位於美國加利福尼亞州克恩縣的一個非建制地區。該地的面積和人口皆未知。

## 地理
馬貢登的座標為35°21′54″N 118°56′05″W / 35.36500°N 118.93472°W，而該地的平均海拔高度為134米（即440英尺）。